# 比氏眶鋸雀鯛
比氏眶鋸雀鯛（學名：Stegastes beebei），為輻鰭魚綱雀鯛科眶鋸雀鯛屬下的一個種，分布於東太平洋巴拿馬、馬爾佩洛島、科科斯島和加拉巴哥群島海域，深度1至5公尺，本魚體呈橢圓形而側扁，吻短而鈍圓。口中型，具頜齒，小而呈圓錐狀，眶下骨裸出，下緣具鋸齒，前鰓蓋骨後緣具鋸齒，下鰓蓋骨後緣無鋸齒，體被櫛鱗，體深棕色，鱗片輪廓較深，尾柄上通常有白色帶紋，虹膜藍色，胸鰭外緣白色或黃色，幼魚為黑色，頸背、上背部和背鰭為紅色，背鰭後基部有黑色眼斑，背鰭硬棘12枚、背鰭軟條15枚、臀鰭硬棘2枚、臀鰭軟條13枚，體長可達15公分，棲息在珊瑚礁及岩礁，以藻類及小型甲殼類為食，具有領域性，繁殖期時成對出現，雄魚會守護卵直到孵化，生活習性不明。